# Нікси зі ставка із млином
«Ніксі зі ставка із млином» (нім. Die Nixe im Teich) — німецька казка, яка розповідає про чоловіка, захопленого нікси (водяним духом), і про зусилля його дружини, щоб врятувати його. Брати Грімм зібрали цю казку в своїх «Казках Грімм» (1857) під номером 181. Примітка в томі вказувала, що вона була актуальною у Верхній Лужиці, коли була зібрана історія. Ендрю Ленг включив версію до Жовтої казкової книги, посилаючись на своє джерело Германа Клетке та назвавши її Ніксі.
Її класифікують за Аарне-Томпсоном тип 316, «Ніксі зі ставка із млином». Цей тип казки підпадає під більшу категорію «Надприродні супротивники» і характеризується тим, що батькам героя обіцяють багатство або подарунки в обмін на їхню дитину. Цей тип казки найбільш поширений у Північній Європі, а деякі варіанти були записані в Шотландії.

## Конспект
Бідний мірошник і його дружина ризикують втратити млин, який є їх джерелом існування. Одного разу, коли проходили повз ставок із млином, прекрасний водяний дух, відомий як нікси, піднявся з води і покликав мірошника ні ім'я. Спочатку наляканий, мірошник зрештою розповідає нікси про свої фінансові проблеми. Нікси пропонує йому багатство в обмін на те, що народилося в його будинку того ранку. Мельник припускає, що він ризикував лише втратити домашню тварину, наприклад, молоде цуценя чи кошеня, і тому пристає на угоду.
Мельник, повернувшись додому, з подивом виявляє, що його дружина несподівано народила хлопчика. З жахом мірошник розуміє, що Нікси знала про народження його сина, коли пропонувала йому угоду; і він, і його дружина не знають, що робити. Минають роки, зростає і статок мельника, і син. Незважаючи на цей успіх, мірошник продовжує хвилюватися про слугу, який збирає гроші, і попереджає свого сина про небезпеку біля ставка з млином.
Хлопець виростає вправним мисливцем і одружується на жінці з місцевого села. Одного разу, полюючи біля ставу з млином, він підстрелив і одягнув оленя. Він йде до ставка з млином, щоб змити кров, і раптом з'являється Нікси, щоб затягнути його під воду.
Коли він не повернувся додому вночі, його дружина пішла його шукати, підозрюючи, що в його зникненні винен Нікси. Вона підходить до ставка і кличе свого чоловіка та Нікси, але його не видно. Збентежена, вона засинає біля води і мріє піднятися на небезпечну скелю, досягти вершини та знайти котедж зі старою жінкою всередині. Коли вона прокидається наступного дня, жінка відтворює сцену підйому на скелю зі свого сну. Діставшись до старої жінки, їй дають золотий гребінець і вказівки розчесати волосся біля ставка під час повного місяця та розкласти його біля берега, коли вона закінчить. Коли вона кладе гребінець, голова її чоловіка на мить піднімається над водою, виглядаючи сумним, перш ніж прийде хвиля і знову затягне його.
Незадоволена тим, що тільки мигцем побачила свого чоловіка, жінка вдруге повертається до хати. Їй дають золоту флейту та наказують зіграти гарну мелодію під повним місяцем біля ставка з млином, а потім покласти флейту в пісок. Цього разу, виконавши завдання, її чоловік частково піднімається з води і тягнеться до неї, але хвиля знову тягне його під воду.
Жінка втретє повертається до хати й отримує золоту прядку та вказівку прясти льон при повному місяці, поки вона не матиме повне мотовило, щоб поставити його на березі. Слідуючи цим інструкціям, її чоловік знову з'являється, але цього разу йому вдається вирватися зі ставка. Розлючена Нікси пускає величезну хвилю зі ставка, щоб спробувати затягнути пару, яка втікає. Перш ніж вони можуть бути вбиті біля ставка Нікси, жінка благає стару жінку з котеджу допомогти їм. Жінка перетворюється на ропуху, а її чоловік — на жабу. Врятованих від загибелі, повінь заносить їх далеко від рідної землі і розділяє подружжя відстанню гір і долин. Коли вода спадає, хоча їхні людські форми повертаються, жоден не знає, де інший. Обидва беруться за пастирську роботу, щоб вижити, але вони сповнені смутку та туги одне за одним.
Минають роки, і однієї весни чоловік і жінка зустрічають одне одного, пасучи отари, але не відразу впізнають один одного. Одного разу вночі під повним місяцем чоловік грає на сопілці ту саму мелодію, яку колись грала жінка біля ставка з млином. Жінка починає плакати і розповідає йому історію свого загиблого чоловіка. Раптом вони обоє впізнають один одного. Вони обіймаються, цілуються і живуть довго і щасливо.

## Адаптації
Угорський варіант казки був адаптований до епізоду угорського телесеріалу Magyar népmesék («Угорські народні казки») (hu) під назвою A víz tündére («Фея води»).
Мультимедійну, епізодичну оперу за мотивами казки під назвою «Сирена» створив британський композитор Сенді Кларк у 2018 році.